# Baku Crystal Hall

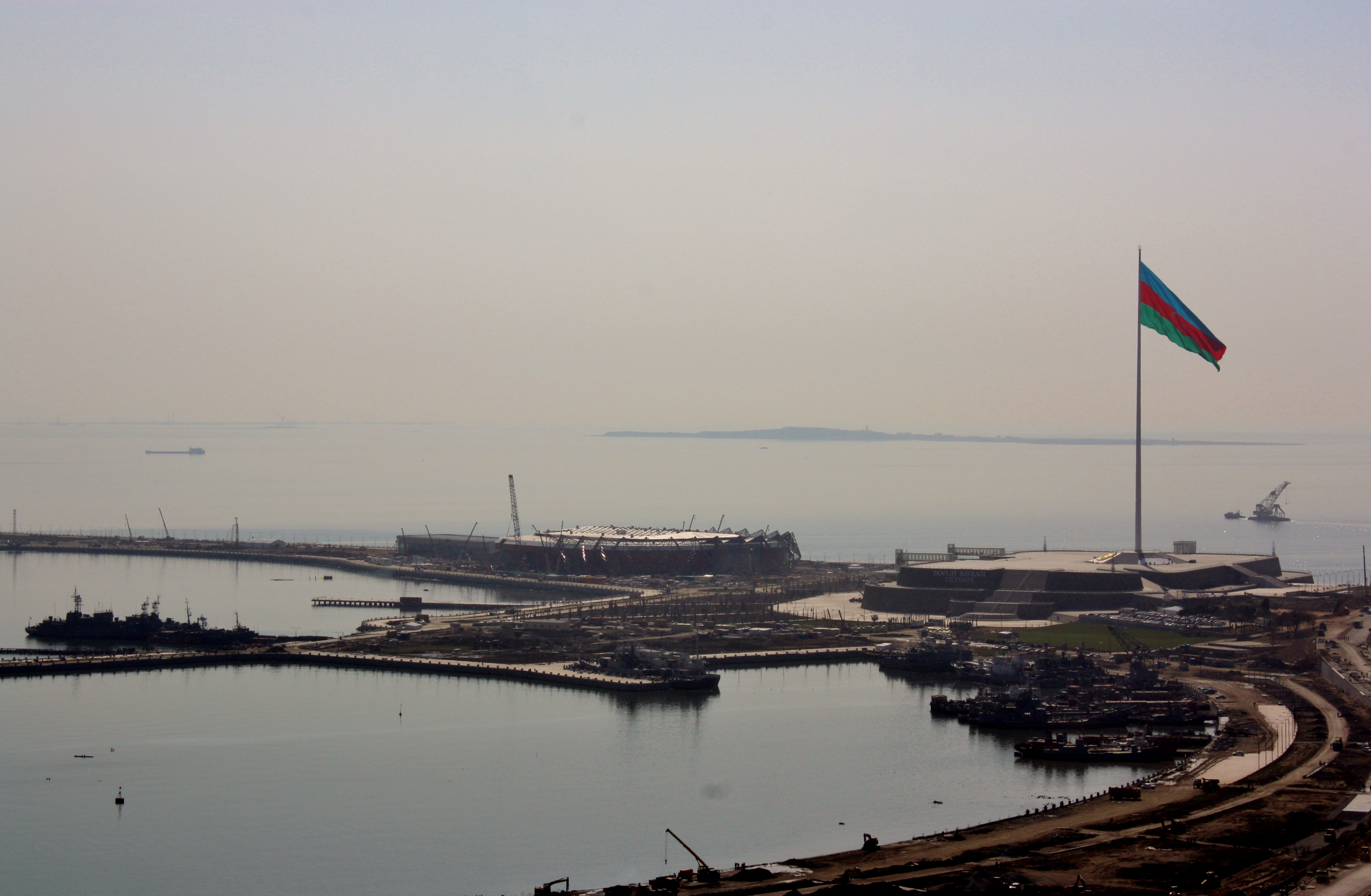
De Baku Crystal Hall tijdens de aanbouw, met rechts de vlaggenmast

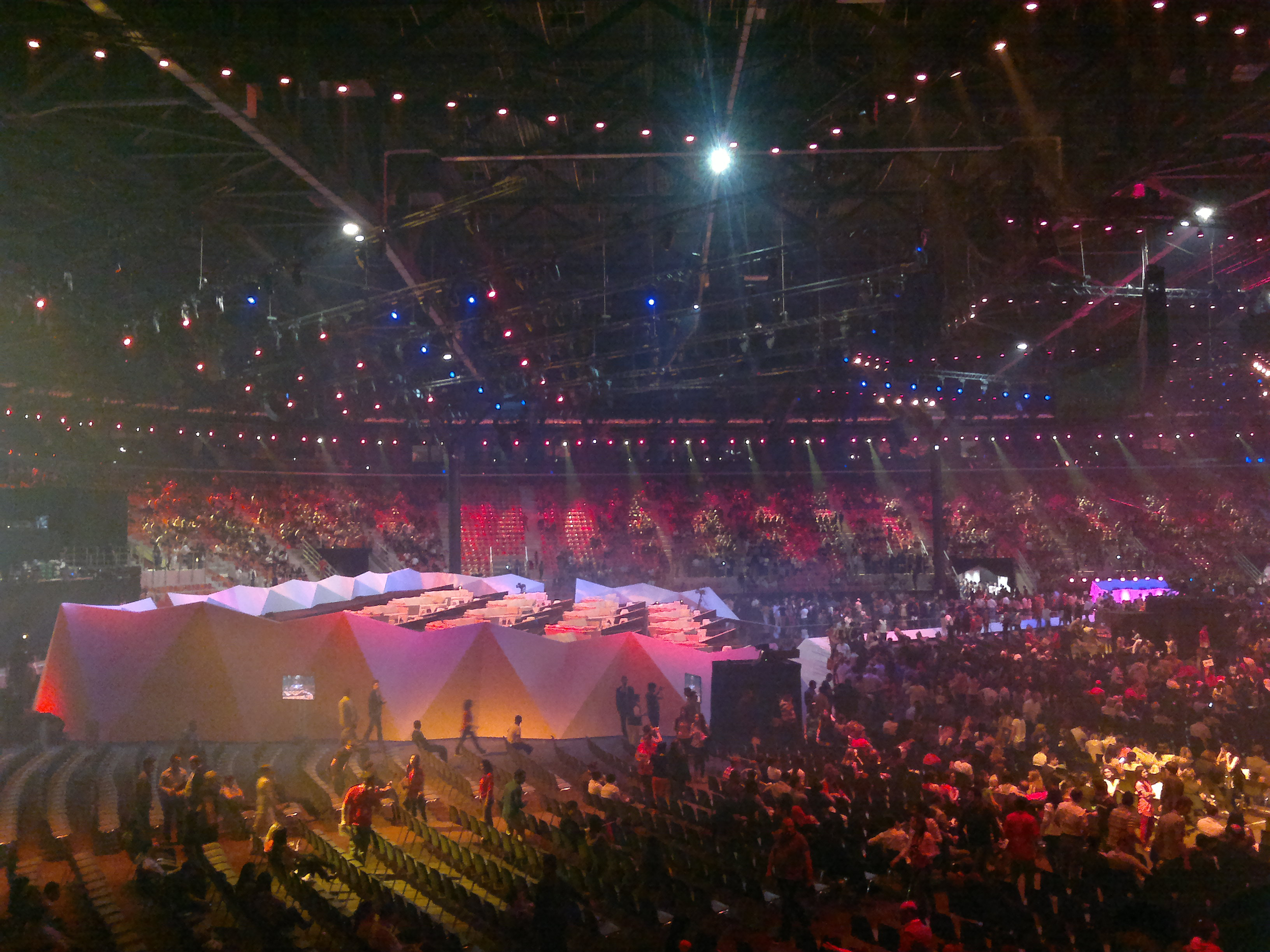
De Baku Crystal Hall tijdens het Eurovisiesongfestival 2012

De Baku Crystal Hall (Azerbeidzjaans: Bakı Kristal Zalı) is een indoorhal in Bakoe, Azerbeidzjan. In de hal werd het Eurovisiesongfestival 2012 gehouden. Officieel waren de plannen voor de bouw reeds van voor de Azerbeidzjaanse overwinning in 2011, maar deze kwamen in een stroomversnelling, aangezien Bakoe niet over een zaal beschikte met voldoende capaciteit om zo'n groot evenement te organiseren.
De hal is gebouwd op een landtong, direct naast het plein (Dövlət Bayrağı Meydanı), alwaar zich een vlaggenmast van 162 meter bevindt.
In de hal werden tijdens de Europese Spelen 2015 de onderdelen volleybal, boksen, schermen, karate en taekwondo gehouden.